# Mladen Bratić

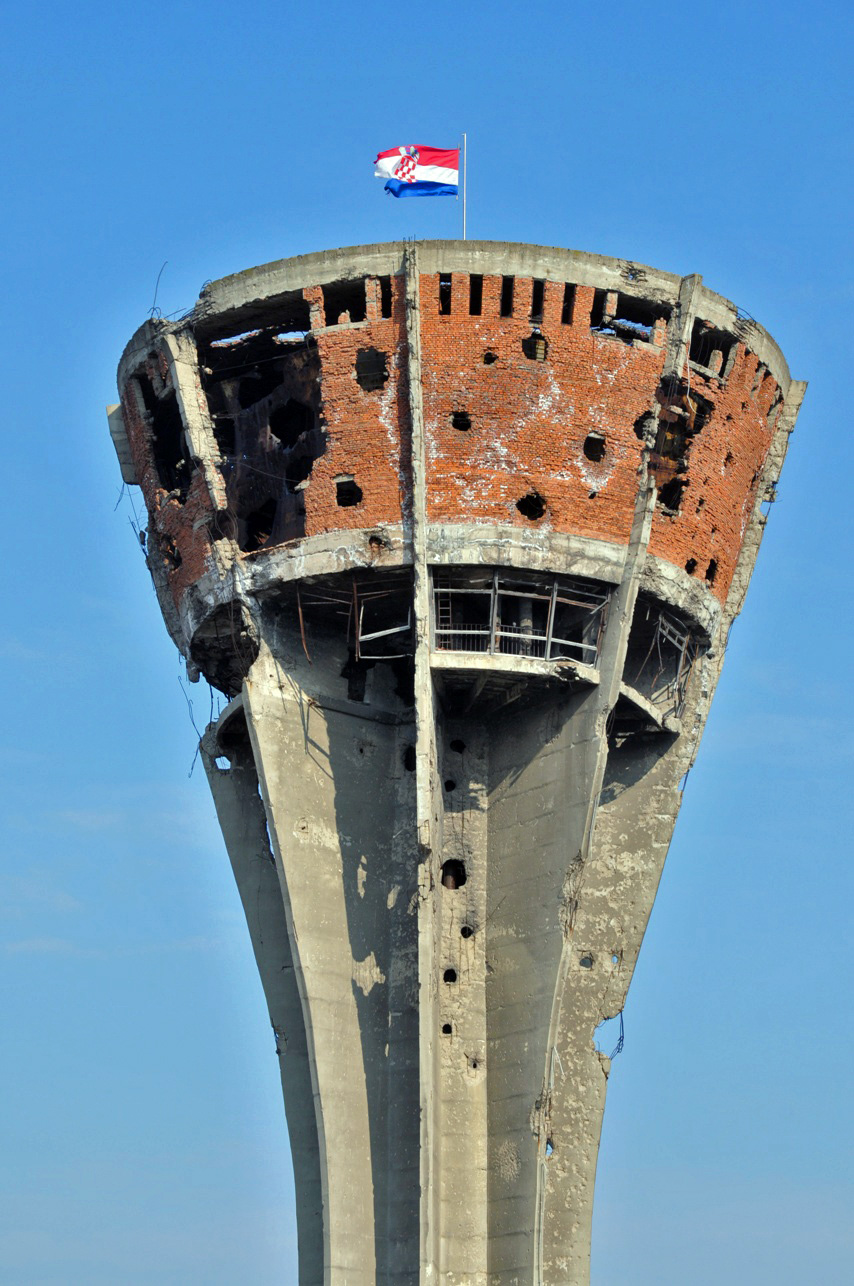
Batalha de Vukóvar, Operações na Croácia, 1991, onde Mladen Bratić veio a falecer.

Mladen Bratić ( em Sérvio Cirílico: Младен Братић ) foi um General Sérvio-Bósnio, nascido no extinto Reino da Iugoslávia, se tornou um general do Exército popular Ioguslavo ( JNA ), ele atuou no Front Croata durante a Guerra de Independência da Croácia, onde foi um teatro de bastante sangue durante a Guerra Civil Ioguslava, uma batalha marcante durante o conflito foi a Batalha de Vukovár, onde instalaram-se defesas com peças de artilharia e Carros de combate, do lado dos Sérvios, também tinham organizações Paramilitares, como o a Guarda Guarda Voluntária Sérvia ( Tigres de Arkan ), entre outras. Um dos principais centros desse combate como já dito foi a Batalha de Vukovár, que tem seu principal símbolo uma Caixa da água destruída por
projéteis. Em meio a luta o General Bratić, estava em seu veículo de combate quando foi atingido por um Projétil Croata, levando Bratić a falecer.